# Experimentación con animales
La experimentación con animales o experimentación in vivo es el uso de animales  en experimentos científicos. Se calcula que cada año se utilizan más de 100 millones de animales vertebrados de varias especies. Una estimación realizada sobre el número de ratas y ratones usados en los Estados Unidos en el año 2001 lo situaba en 80 millones. La mayoría de animales son sacrificados después de ser usados en experimentos. La práctica de experimentación animal está regulada en cierta medida en muchos países.

## Historia
Las primeras referencias a la experimentación con animales se encuentran en los escritos de los griegos en los siglos II y IV AC. Aristóteles (Αριστοτέλης) (384-322 AC) y Erasístrato (304-258 AC) estuvieron entre los primeros en realizar experimentos en animales vivos. Galeno, un médico romano que vivió en el siglo II d. C., diseccionó cerdos y cabras, y es conocido como el "padre de la vivisección". Ibn Zuhr, un médico andalusí del siglo XII, también practicó la vivisección, e introdujo la experimentación con animales como un método experimental para probar nuevos métodos quirúrgicos antes de aplicarlos en pacientes humanos.
La experimentación animal es un método científico que tiene como objetivo el empleo de uso de animales para experimentos científicos. ... En sanidad humana y animal: diagnóstico de enfermedades, obtención de vacunas 
Los animales se han usado repetidamente a lo largo de la historia de la investigación biomédica. Los fundadores, en 1831, del zoo de Dublín (el cuarto más antiguo en Europa, después de los de Viena, París y Londres) pertenecían a la profesión médica y tenían interés en el estudio de los animales, estuviesen vivos o muertos. En la década de 1880, Louis Pasteur demostró la teoría microbiana de la enfermedad induciendo carbunco en una oveja. En la década de 1890, Ivan Pavlov utilizó perros para realizar su famoso experimento sobre condicionamiento clásico. La insulina fue aislada por primera vez en 1922 utilizando perros, y revolucionó el tratamiento de la diabetes.
El 3 de noviembre de 1957 una perra rusa, Laika, se convirtió en el primero de los muchos animales que orbitaron la Tierra. En la década de los 70 se utilizaron armadillos para desarrollar tratamientos antibióticos y vacunas para la lepra que posteriormente fueron utilizadas en humanos.
La habilidad del ser humano para cambiar la genética de los animales dio un gran paso adelante en 1974 cuando Rudolf Jaenisch produjo los primeros mamíferos transgénicos al integrar el ADN del virus SV-40 en el genoma del ratón.
La realización de pruebas toxicológicas ganó importancia en el siglo XX. Durante el siglo XIX, las leyes que regulaban los medicamentos eran más laxas. Por ejemplo, en los Estados Unidos de América, el gobierno sólo podía prohibir un medicamento después de que una compañía hubiera sido procesada por vender productos que dañaran a sus clientes. De todas formas, en respuesta a la grave intoxicación con Elíxir sulfanilamida de 1937 en cual dicho medicamento mató a más de 100 usuarios, el congreso aprobó leyes que requerían la realización de pruebas de seguridad de los medicamentos en animales antes de que pudieran salir al mercado. Otros países decretaron leyes similares. En la década de los 60, en reacción a la tragedia de la Talidomida, se aprobaron más leyes que obligan a la realización de pruebas en animales preñados antes de que el medicamento pueda ser vendido.

### Debate histórico

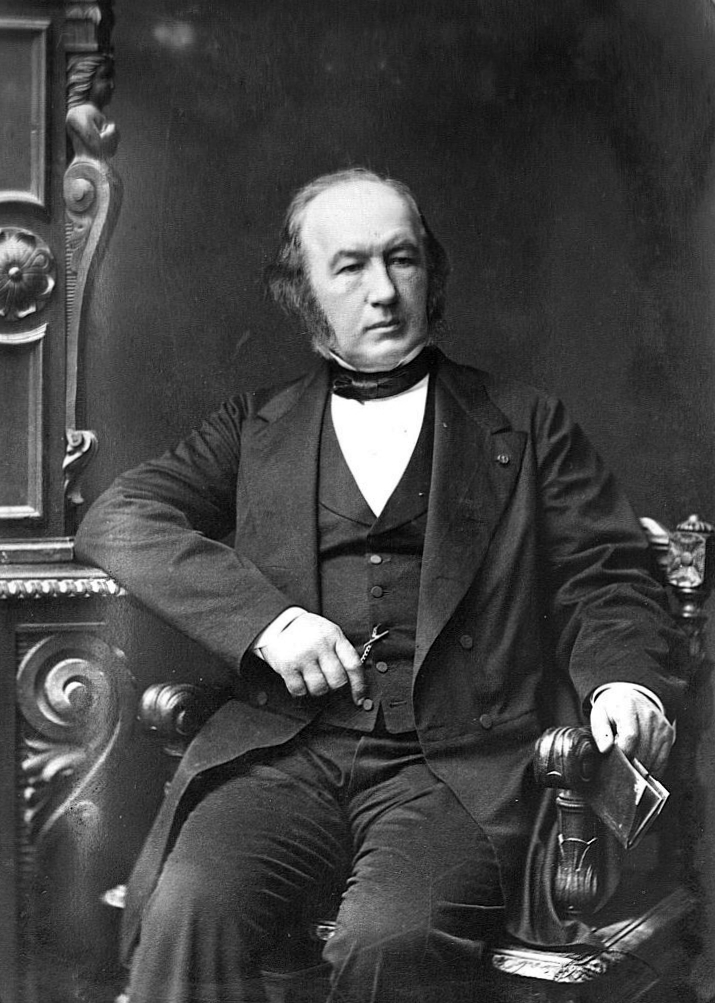
Claude Bernard, conocido como el "príncipe de los vivisectores" argumentaba que los experimentos en animales eran "del todo concluyentes para la toxicología y la higiene del hombre".

De igual forma que la experimentación con animales aumentaba, especialmente la práctica de la vivisección, también lo hacían las críticas y la controversia. En 1655 el defensor de la fisiología galénica Edmund O'Meara dijo que "la miserable tortura de la vivisección sitúa al cuerpo en un estado no natural". O'Meara y otros argumentaban que la fisiología de un animal podía verse afectada por el dolor durante la vivisección, haciendo que sus resultados no fueran útiles. También había objeciones éticas, que argüían que el beneficio a los humanos no justificaba el daño a los animales. Esas tempranas objeciones a la experimentación con animales también venían de otra perspectiva; mucha gente creía que los animales eran inferiores a los humanos y, por lo tanto, distintos, y los resultados obtenidos de animales no podían aplicarse a los humanos.
En el otro lado del debate, aquellos a favor de la experimentación con animales sostenían que dichos experimentos eran necesarios para el avance del conocimiento médico y biológico. Claude Bernard, conocido como el "príncipe de los vivisectores" y el padre de la fisiología (cuya esposa, Maria Françoise Martin fundó la primera sociedad anti-viviseccionista en Francia en 1883) escribió en 1865 que "la ciencia de la vida es un brillante salón magnífico y deslumbrante al que sólo se puede llegar atravesando una larga y horrible cocina". Defendía que "los experimentos en animales... son del todo concluyentes para la toxicología y la higiene del hombre... los efectos de estas sustancias son los mismos en hombre y animales, excepto por diferencias en el grado," Bernard estableció la experimentación animal como una parte del método científico.

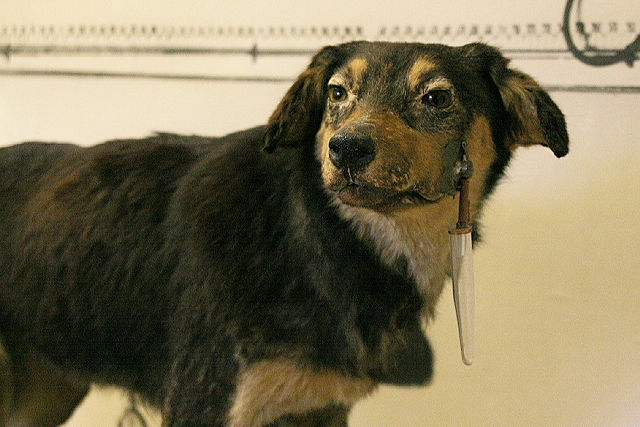
Uno de los perros de Pavlov con un contenedor para recoger la saliva y un tubo implantados quirúrgicamente en su boca, Museo de Pavlov, 2005

En 1896, el fisiólogo y médico Walter Cannon dijo "Los antiviviseccionistas son el segundo de los dos tipos que Theodore Roosevelt describió cuando dijo 'El sentido común sin conciencia puede conducir al crimen, pero la conciencia sin sentido común puede conducir a la locura, que es la sierva del crimen.'" Estas divisiones entre grupos pro- y anti- experimentación con animales se hizo patente por primera vez durante el caso del perro marrón en la primera década del siglo XX, cuando cientos de estudiantes de medicina se enfrentaron contra anti-viviseccionistas y la policía por un monumento conmemorativo a un perro viviseccionado.
La oposición al uso de animales en la experimentación médica surgió por primera vez en los Estados Unidos en la década de 1860, cuando Henry Bergh fundó la Sociedad Americana para la Prevención de la Crueldad hacia los Animales (ASPCA), siendo la primera organización estadounidense específicamente anti-viviseccionista la Sociedad Americana AnviViviseccionista (AAVS), fundada en 1883. Los anti-viviseccionistas de la época pensaban que la difusión de la misericordia era el gran objetivo de la civilización, y que la vivisección era cruel. Aun así, en los Estados Unidos los esfuerzos anti-viviseccionistas fueron derrotados en cada legislatura, abrumados por la mejor organización y la influencia de la comunidad médica.[cita requerida]
La utilización de los animales en la investigación conlleva una serie de responsabilidades, esto con el fin de lograr una buena práctica con los mismos, para ello es necesario establecer una serie de normas o reglamentaciones. 
Además de dichas reglamentaciones algunos organismos internacionales han llegado a tomar parte del fenómeno, tal es el caso de la OMS (Organización Mundial de la Salud) y la UNESCO, integrando así “International Guiding Principles for Biomedical research Involving Animals”.
Sin embargo cabe señalar que también se ha dado el caso de organizaciones sin protección gubernamental quienes luchan por la defensa de los animales.

### Controversias actuales

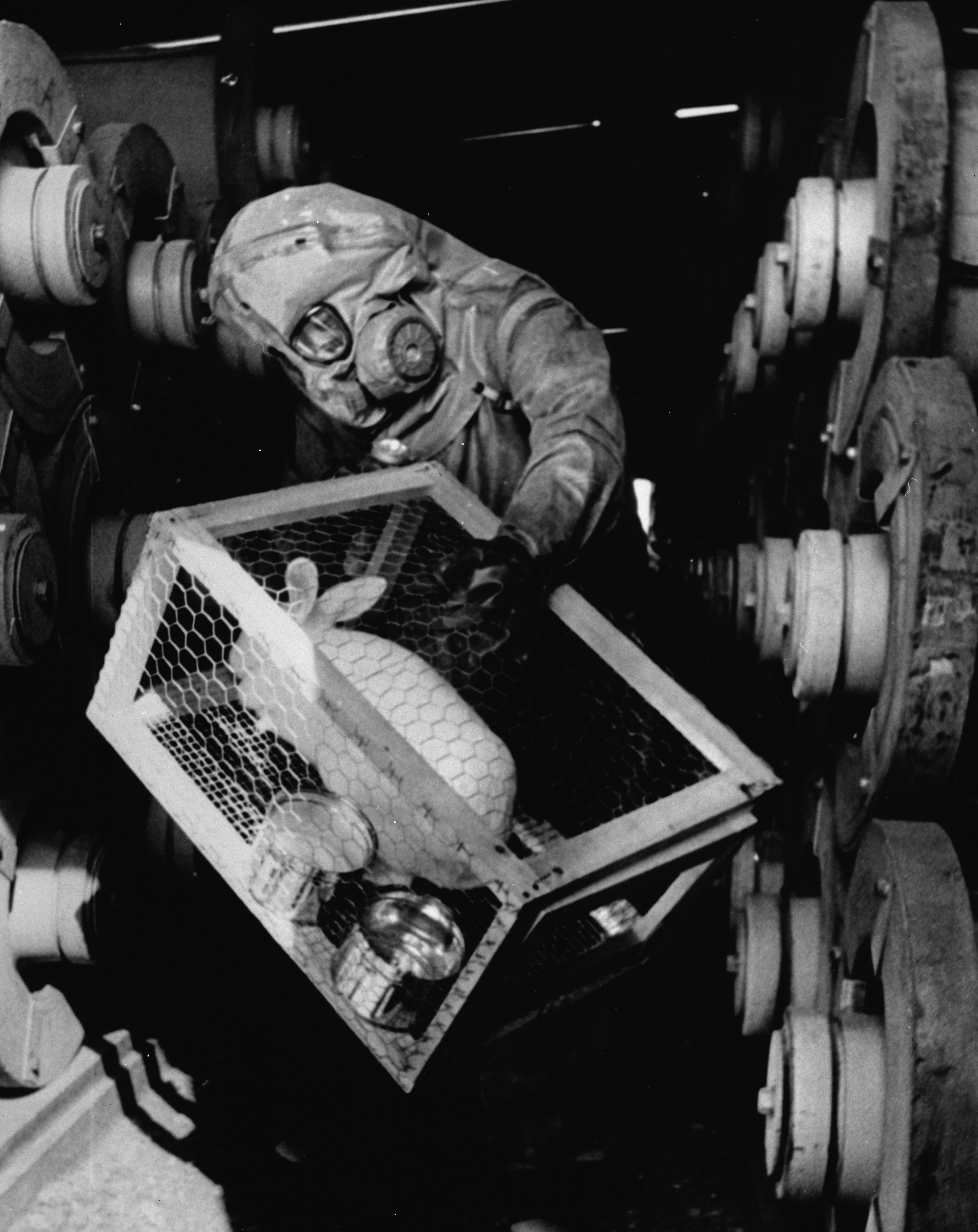
Conejo utilizado para verificar que no haya fugas en la planta de producción de sarín, Arsenal de las Montañas Rocosas. (foto de 1970)

Los defensores de los derechos de los animales se oponen a la experimentación animal, argumentando que existen alternativas a la experimentación con animales y motivos éticos.
La investigación se lleva a cabo en universidades, escuelas de medicina, compañías farmacéuticas, las granjas, los establecimientos de defensa, y las instalaciones comerciales que proporcionan servicios de pruebas de animales para la industria. Se incluye la investigación pura como la genética, la biología del desarrollo, estudios de comportamiento, así como la investigación aplicada como la investigación biomédica, los xenotrasplantes, pruebas de drogas y las pruebas de toxicología, incluyendo las pruebas de cosméticos.
Los partidarios de la práctica como la British Royal Society, argumentan que el logro de numerosos avances médicos en el siglo XX dependió del uso de animales de alguna manera, el Instituto de Animales de Laboratorio de Investigación de la Academia Nacional de Ciencias de EE. UU. argumentan que los equipos sofisticados, incluso son incapaces de modelar las interacciones entre las moléculas, células, tejidos, órganos, organismos y el medio ambiente, haciendo la investigación con animales necesaria en muchos ámbitos.
Algunos científicos y organizaciones por los derechos de los animales, como PETA (empezando en el año 1980) y BUAV, se preguntan de la legitimidad de la misma, aduciendo que es cruel, que es una práctica científica pobre, que está mal regulado, que han quedado obsoletas algunas de las pruebas, que no son capaces de predecir los efectos en los seres humanos, que los gastos superan a los beneficios, o que los animales tienen un derecho intrínseco a no ser utilizados para la experimentación. En 1984, el Frente de Liberación Animal, junto con PETA, consiguió sacar a la luz material, que tomó forma de un documental llamado Unnecessary Fuss, que mostraba los abusos sistemáticos a los que eran sometidos los animales en los centros de experimentación. La práctica de la experimentación con animales está regulada en varios grados en los diferentes países.
La PETA organizó el Día Internacional del Animal de Laboratorio, posteriormente reconocido por la Organización de las Naciones Unidas; en este día, cada 24 de abril, se conmemora la muerte de millones de animales en todo el planeta. La ADDA (Asociación para la Defensa de los Derechos del Animal) también se ha posicionado en contra de la investigación y el comercio con animales y en 1986 erigió un monolito con la inscripción: «En homenaje a los animales de laboratorio, seres que no tienen la oportunidad de negarse al sacrificio que requiere de ellos la ciencia». En 2016 las líneas aéreas Iberia y Air Europa bloquearon el transporte de animales de laboratorio. La primera compañía especificó que el motivo era por cambios en el reglamento de seguridad. Air Europa no dio ninguna información.

## Prohibiciones y regulaciones
En 1822, se promulgó la primera ley de protección de los animales en el parlamento británico, seguida en 1876 por el "Acta de la crueldad hacia los animales", la primera ley cuyo objetivo específico era regular la experimentación con animales. La ley fue promovida por Charles Darwin, que escribió a Ray Lankester en marzo de 1871: "Me has preguntado mi opinión sobre la vivisección. Estoy de acuerdo con su uso para investigación real en fisiología es justificable; pero no por mera condenable y detestable curiosidad. Es un asunto que me llena de horror, así que no diré ni una palabra más sobre el asunto, o no dormiré esta noche.".
En el siglo XX irían surgiendo nuevas reglamentaciones, entre las principales legislaciones destacan:
- Animal Welfare Act, en el año de 1996 en USA
- Cruelty to Animals Act, en el año de 1976 en Inglaterra
- Good Laboratory Practice, en el año de 1978 en USA
- Ethical Principles and Guidelines for Scientific Experiments on Animals, en el año de 1978 en Suiza

En Estados Unidos en la década del 60 se da la aprobación del Acta para el bienestar animal de los animales de laboratorio, en 1966.
El 1 de febrero del 2013 entró en vigor en la Ciudad de México la Ley de Maltrato Animal, que promulga que solo se podrá realizar experimentos en animales si estos son aprobados por un comité de bioética, siempre y cuando los resultados no puedan obtenerse con procedimientos alternativos; el experimento tengan la finalidad de mejorar la producción animal; favorecer y controlar la reproducción o favorezcan la salud del humano o del animal.
El 19 de marzo de 2013, España aplicó una nueva ley que prohíbe la experimentación animal con fines estéticos.
A partir de 2013 la Comisión Europea prohibió comercializar en la Unión Europea cualquier tipo de producto cosmético (artículos de aseo, cremas, jabones, maquillaje, higiene dental, etc.) que se haya experimentado en animales. La experimentación con animales en la Unión Europea ya estaba prohibida desde 2004 para los productos cosméticos y desde 2009 para los ingredientes cosméticos. En España desde 2013 está prohibida la experimentación con grandes simios (gorilas, chimpancés, orangutanes y bonobos) utilizados para la experimentación y otros fines científicos incluida la docencia. Meses después el Consejo de ministros de la Unión Europea acordó prohibir las prácticas científicas con grandes simios como los orangutanes o chimpancés, salvo casos excepcionales para ciertos tipos de enfermedad. En 2015 una medida similar fue tomada en Nueva Zelanda mientras que en la India se prohíbe su importación. La prohibición de las importaciones coloca a la India se suma a países como Brasil, Australia y Nueva Zelanda. En 2013 la empresa líder de cosméticos japonesa, Shiseido eliminó las pruebas de sus productos en animales, tanto en sus laboratorios de dentro como en los de fuera de Japón.

## Análisis y conceptos relacionados

### Definiciones
Los términos "experimentación con animales", "investigación con animales", "experimentación in vivo y "vivisección" poseen denotaciones parecidas pero connotaciones distintas. "Vivisección" proviene del latín (del lat. vivus, vivo, y sectĭo, -ōnis, corte), e históricamente se aplicaba únicamente a experimentos que implicaban la disección de animales vivos. El término acabó usándose para referirse peyorativamente a cualquier experimento en que se usaran animales vivos. Posee una connotación negativa, implica tortura, sufrimiento y muerte. La palabra "vivisección" es preferida por aquellos que se oponen a este tipo de investigación, mientras que los científicos suelen preferir el término "experimentación con animales".

### Animalario y estabulario
El edificio donde se tienen los animales destinados a experimentos de laboratorio se denomina "estabulario" si no hay cría, y "animalario" si la hay.